# Мандалья
Манда́лья (тур. Mandalya Körfezi, Гюллюк, тур. Güllük Körfezi) — залив Эгейского моря у юго-западного побережья Турции. Образован полуостровом Бодрум на юге. У входа в залив находится остров Фармаконисион. Административно побережье относится к районам Бодрум и Миляс в иле Мугла и району Дидим в иле Айдын.
На восточном побережье, в Карии находился древний город Иас и южнее — Баргилия. По названию Иаса залив назывался Иасийским (Κόλπος της Ιασού), по названию Баргилии — Баргилийским.